# Geijera balansae
Geijera balansae là một loài thực vật có hoa trong họ Cửu lý hương. Loài này được (Baill.) Schinz & Guillaumin mô tả khoa học đầu tiên năm 1920.